# Cara Delevingne
Pour les articles homonymes, voir Delevingne.
Cara Delevingne [ˈkɑːrə ˌdɛləˈviːn], née le 12 août 1992 à Londres, est une mannequin et une actrice britannique. 
Sa carrière de modèle prend son essor rapidement : elle est égérie publicitaire de Burberry à 19 ans. Elle enchaîne ensuite les couvertures des magazines de mode, les défilés et les campagnes publicitaires pour les plus grandes marques, de Chanel à Zara. Dans le cinéma elle a plus de mal à s'imposer. Ses films déplaisant à la critique, bien que deux d'entre eux rencontrent un certain succès public : La Face cachée de Margo (2015) et Her Smell (2019).
It girl très active sur les réseaux sociaux, notamment Instagram, elle s'entend à entretenir sa notoriété par ses prises de positions et ses tenues excentriques, ainsi que par ses frasques dont se font écho les médias, particulièrement la presse à scandale.

## Biographie

### Jeunesse
Cara Jocelyn Delevingne est la fille de Pandora, assistante d'achat du grand magasin Selfridges et chroniqueuse au British Vogue, et de Charles Delevingne, promoteur immobilier. Elle est la petite-fille de Sir Jocelyn Stevens, ancien président de l’English Heritage et ex-directeur général du London Evening Standard et du Daily Express. Cara Delevingne grandit ainsi dans un milieu privilégié,. Elle a deux sœurs aînées, Chloé et Poppy. Cette dernière travaille d'ailleurs épisodiquement dans le monde de la mode comme mannequin et également comme actrice. Elle a également un demi-frère paternel, Alex Jaffe. Son parrain est Nicholas Coleridge (en), président des éditions Condé Nast, et sa marraine est l'actrice Joan Collins.
Cara Delevingne fréquente la Francis Holland School dans le centre de Londres jusqu'à l'âge de seize ans, ensuite elle intègre un établissement privé, situé dans le Hampshire, la Bedales School, réputé pour son enseignement littéraire et artistique. Elle s'intéresse au théâtre et à la musique et crée un duo musical avec Marika Hackman.
Elle ne termine pas ses études, que complique sa dyspraxie. Par ailleurs, en 2015, dans Vogue, elle révèle que vers l’âge de 15 ans elle a commencé à souffrir de dépression : « Tout d'un coup, j'ai été frappée par une vague massive de dépression, d'anxiété et de haine de soi, où les sentiments étaient si douloureux que je me cognais la tête contre un arbre pour essayer de m'assommer. » Elle suit une thérapie médicamenteuse : « Des trucs plus forts que le Prozac ».

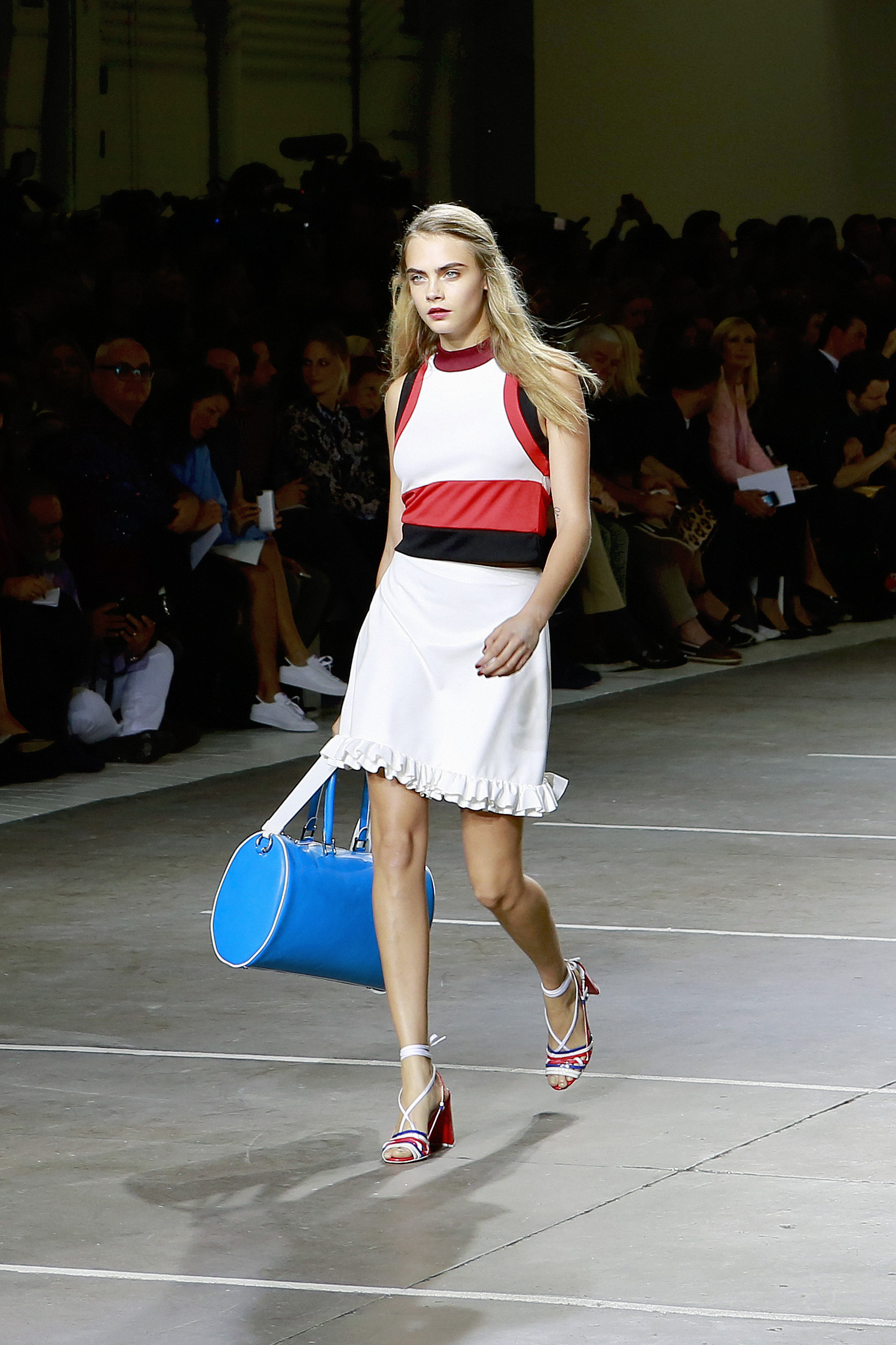
Cara Delevingne en 2015.

### Carrière de mannequin
Tout comme sa sœur Poppy, elle commence sa carrière dans le mannequinat en 2009 soit un an après avoir abandonné ses études. Elle est pistonnée par Sarah Doukas, la directrice de l'agence Storm, alors mère de sa meilleure amie. En 2009, elle commence sa carrière de mannequin en signant un contrat avec cette même agence, puis avec DNA Model deux ans plus tard.
À l'âge de dix-huit ans, elle devient le visage de Burberry,, marque pour laquelle elle défile pour la première fois. Elle travaille dans le secteur pendant un an avant d'obtenir un emploi rémunéré et effectue deux saisons de castings avant de décrocher son premier défilé.
Elle pose ensuite pour des magazines de mode tels que V magazine, Jalouse Harper's Bazaar, I-D, W, Love,, Numéro, Interview et différentes éditions internationales de Vogue, dont le récent Miss Vogue.
En 2012, elle est élue « mannequin de l'année » par l'organisation britannique chargée de promouvoir la mode, British Fashion Council,. Elle fait aussi la une du British Vogue et pose pour Chanel. Cara Delevingne défile pour les marques Dolce & Gabbana, Stella McCartney, Fendi et Donna Karan.
Utilisatrice fréquente des réseaux sociaux Tumblr et Instagram, elle « inonde la toile » d'images d'elle-même comme toute instagirl.
Son physique est décrit comme « nez en trompette, blond enfantin, teint de poupée, […] grands sourcils broussailleux et son regard vert mutin », ce que Karl Lagerfeld résume par « son petit visage, ses sourcils épais, et sa silhouette d'oiseau gracile ». Ce physique et sa personnalité sont loin de faire l'unanimité dans le domaine de la mode parmi les photographes, les rédactrices en chef ou les stylistes, mais elle est malgré tout systématiquement comparée par les médias avec Kate Moss,,,, idée émanant à l'origine du photographe Mario Testino. Cara Delevingne est également connue pour avoir « hissé le style négligé au rang d'art », apparaissant régulièrement dans les médias mal habillée, pas coiffée ou sans maquillage.
Cara Delevingne se définit elle même comme un « garçon manqué », elle est souvent vue après ses défilés et au quotidien portant des baskets, des pantalons larges et des bonnets aux slogans originaux,. Elle-même dit « ne pas aimer Cara le mannequin » dans une interview et préfère porter des vêtements décontractés. Contrairement aux autres mannequins, l'instagirl Cara Delevingne se montre sur les réseaux sociaux dans sa vie quotidienne, faisant régulièrement des grimaces sur ses photographies, ce que d'autres mannequins n'osent pas faire pour conserver leur image glamour.
Elle défile pour Victoria's Secret en 2012 et 2013.
Par la suite, elle prête son image à la marque Zara pour les collections Automne/Hiver 2012-2013 et Printemps/Été 2013. En mars 2013, la jeune britannique devient le visage du parfum Body Tender de la marque Burberry. Elle pose également pour la collection Printemps/Été 2013 de Pepe Jeans,. Elle devient ensuite l'image publicitaire de la collection de chaussures en plastique imaginée par Karl Lagerfeld, en collaboration avec la marque Melissa. Toujours en 2013, elle représente le mascara Baby Doll d'Yves Saint Laurent puis apparaît dans la campagne de publicité pour la ligne de prêt-à-porter de la même marque.
En 2014, Cara Delevingne apparaît dans la liste des mannequins les mieux payés au monde avec un salaire annuel estimé à 3,5 millions de dollars selon le magazine Forbes.
En 2015, elle pose pour la gamme de chaussures de la marque Topshop sur le site de vente en ligne Zalando.
À l'été 2015, elle rompt son contrat avec l'agence Storm et déclare mettre fin à sa carrière dans le mannequinat, pour se consacrer au cinéma. Toutefois en 2016, elle accepte de collaborer avec la marque Rimmel en devenant leur égérie.
Le 5 mars 2019, elle ouvre le défilé du prêt-à-porter automne-hiver 2019-2020 de Chanel, ultime collection de Karl Lagerfeld, quinze jours après son décès. Lors du final chargé d'émotions, elle « emmène » avec elle l'ensemble des mannequins, pour la première fois sans le créateur.

### Actrice

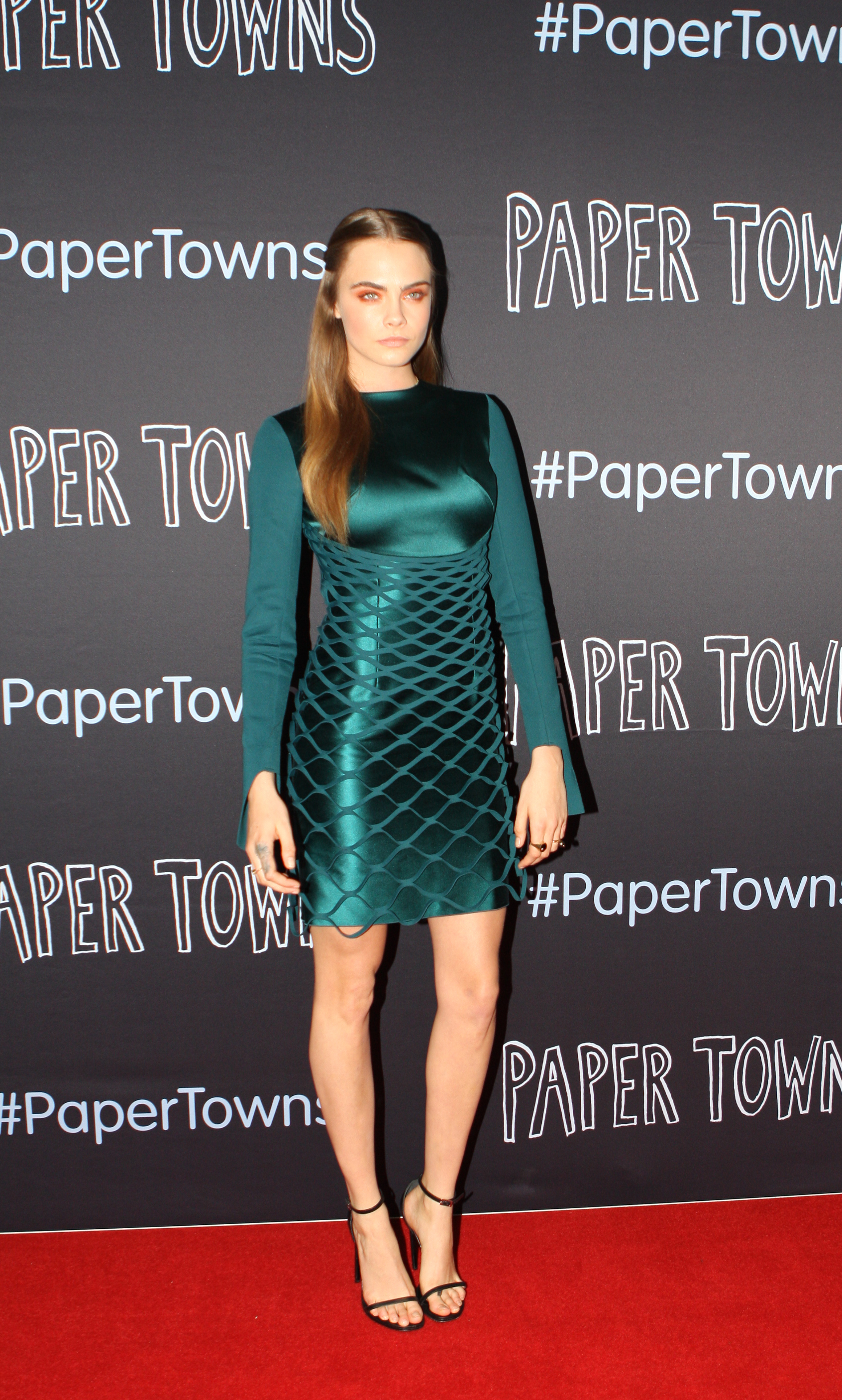
L'actrice à l'avant-première australienne du film La Face Cachée de Margo, en juillet 2015.

Si elle tenait déjà un petit rôle en 2012 dans le drame Anna Karénine de Joe Wright et un second rôle dans le thriller britannique L'Affaire Jessica Fuller de Michael Winterbottom, c'est en 2015 que sa carrière d'actrice passe au premier plan.
Tout d'abord, elle partage l'affiche de la comédie romantique indépendante La Face Cachée de Margo avec Nat Wolff. Les critiques sont mitigées, mais le film fonctionne commercialement. L'actrice retrouve aussi le réalisateur Joe Wright, qui lui confie un double second rôle dans son premier blockbuster, Pan. Cette fois, c'est le flop.
L'année 2016 confirme son attrait pour le cinéma indépendant et commercial. Elle fait partie du casting de la comédie anglaise à petit budget Kids in Love (en), avec Will Poulter. Elle incarne ensuite l'Enchanteresse dans le blockbuster de super-vilains Suicide Squad. Les critiques de ces deux films sont mauvaises,,.
L'année 2017 est marquée par la sortie du blockbuster de science-fiction Valérian et la Cité des mille planètes de Luc Besson, où l'actrice incarne Laureline, face à Dane DeHaan. Les critiques sont très mitigées et le film est considéré comme un échec commercial rendant difficiles les projets de suite. Delevingne avait déjà croisé son partenaire Dane DeHaan sur le tournage du mélodrame historique Tulip Fever de Justin Chadwick, avec Alicia Vikander. Mais le long-métrage, tourné en 2014, ne sort que trois ans plus tard, en raison de premières critiques négatives. L'échec commercial confirme le ratage.

Cara Delevingne posant pour la marque Rimmel en 2018.

Autre film dont la sortie a été retardée, London Fields, avec Amber Heard dans le rôle principal. Le film, tourné en 2015 ne sort qu'en 2018 en raison de poursuites judiciaires intentées par le réalisateur à l'encontre des producteurs. Le film est ignoré par la presse et le public. En 2019, l'actrice donne la réplique à l'acclamée Elisabeth Moss, actrice principale du drame indépendant Her Smell. C'est le premier succès critique pour Cara Delevingne.
En 2023, elle rejoint la distribution de la saison 12 d'American Horror Story, intitulée Delicate. Elle y tient l'un des rôles principaux, aux côtés d'Emma Roberts et Kim Kardashian.

### Autres projets
En août 2013, Cara Delevingne révèle sur Instagram qu'elle sera DJ pour la station radio Non Stop Pop 100.7 dans le prochain Grand Theft Auto V,.
Le 14 mars 2017, elle annonce la publication de son premier livre intitulé Mirror, Mirror prévu pour octobre 2017. Ce livre marque ses débuts comme romancière dans la fiction pour jeunes adultes, qui contient un thème LGBT, co-écrit avec l'écrivain britannique Rowan Coleman. Cara Delevingne, déclare : « je souhaite raconter une histoire qui donne au lecteur une image réaliste de la turbulente adolescence en montagnes russes ».
Elle cumule les collaborations avec différentes marques comme Topshop ou encore Puma.

## Vie privée

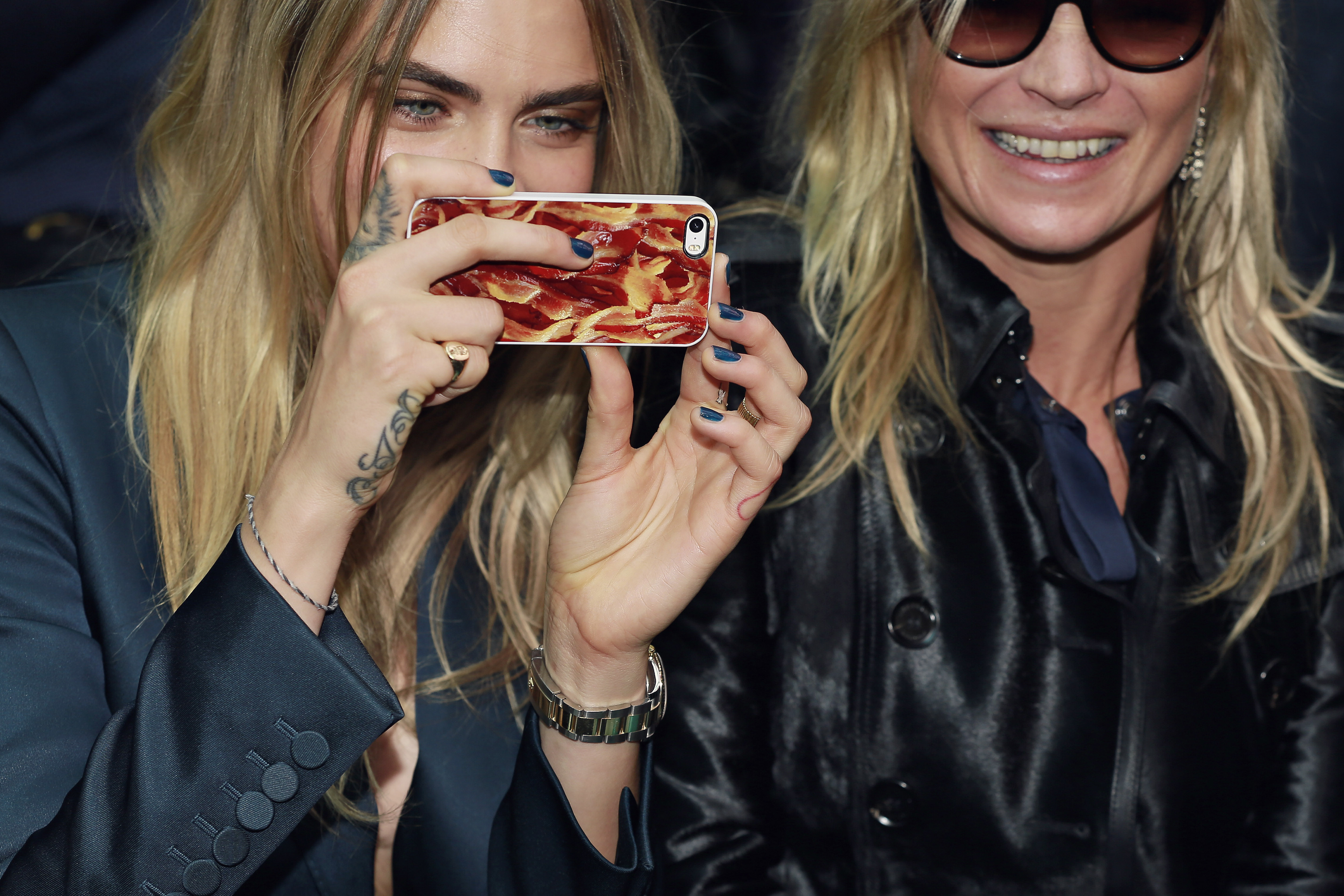
Prenant un selfie avec Kate Moss, en septembre 2014.

### Vie amoureuse
Cara Delevingne est pansexuelle, non binaire et gender fluid,,.
En début d'année 2014, elle fréquente durant quelques mois l'actrice américaine Michelle Rodríguez. De décembre 2014 à septembre 2016, elle est en couple avec la musicienne américaine St. Vincent. En mars 2018, elle a une brève liaison avec Paris Jackson, la fille de Michael Jackson, puis, d'avril 2018 à avril 2020, elle a une relation très médiatisée avec l'actrice américaine Ashley Benson.
Depuis juin 2022, elle partage sa vie avec la chanteuse britannique Leah Mason, plus connue sous le pseudonyme de Minke.
Johnny Depp affirme lors de leur bataille judiciaire que son ex-femme Amber Heard, qui s'était liée avec Elon Musk, avait commencé à le fréquenter avant leur divorce, voire juste après leur mariage, et qu'il s'agissait, ce dont se défend le milliardaire, d'une relation à trois avec Cara Delevingne.

### Santé
Lors du Women in the World d'octobre 2015, Cara Delevingne rend public son combat contre la dépression, qui a commencé à quinze ans lorsqu'elle a découvert la toxicomanie de sa mère. L'année suivante, elle a quitté l'école pendant six mois et a accepté de prendre des médicaments, ce qui pourrait lui avoir sauvé la vie. En 2017, elle révèle aussi être porteuse d'une dyspraxie et d'un TDAH.
A l'occasion d'une interview pour le magazine Vogue en mars 2023, Cara Delevingne aborde son long combat pour atteindre la sobriété à désormais 30 ans. Elle parle notamment du moment où elle est apparue l'air ébouriffée et en détresse à l'aéroport de Van Nuys à Los Angeles, mais également de son comportement oppressant vis-à-vis de la rappeuse Megan Thee Stallion lors des Billboard Music Awards en 2022. Les tabloïds se sont empressés de faire des comparaisons avec la mère de Delevingne, 63 ans, Pandora, qui a parlé de ses luttes contre le trouble bipolaire et la dépendance à l'héroïne. Pour expliquer son parcours contre les substances et l'alcool elle dit notamment : « J'étais un toxicomane, et maintenant je suis sobre et c'est tout […] Et ce n'est pas aussi simple que ça. Cela ne se produit pas du jour au lendemain... Bien sûr, je veux que les choses soient instantanées - je pense que cette génération en particulier, nous voulons que les choses se passent rapidement - mais j'ai dû creuser plus profondément. ».

## Filmographie

### Cinéma
- 2012 : Anna Karénine (Anna Karenina) de Joe Wright : Princesse Sorokina
- 2014 : L'Affaire Jessica Fuller (The Face of an Angel) de Michael Winterbottom : Melanie
- 2015 : La Face Cachée de Margo (Paper Towns) de Jake Schreier : Margo Roth Spiegelman
- 2015 : Pan de Joe Wright : Les sirènes jumelles
- 2016 : Kids in Love (en) de Chris Foggin : Viola
- 2016 : Suicide Squad de David Ayer : June Moone / L'Enchanteresse
- 2016 : Absolutely Fabulous de Mandie Fletcher : Elle-même
- 2017 : Valérian et la Cité des mille planètes de Luc Besson : Laureline
- 2017 : Tulip Fever de Justin Chadwick : Henrietta
- 2018 : Séduction fatale (London Fields) de Matthew Cullen : Kath Talent
- 2019 : Her Smell de Alex Ross Perry : Cassie
- 2020 : La vie en un an de Mitja Okorn : Isabelle

### Télévision
Séries télévisées
- 2014 : Playhouse Presents : Chloe (1 épisode)
- 2019 - 2023 : Carnival Row : Vignette Stonemoss (18 épisodes)
- 2022 : Only Murders in the Building : Alice Banks (saison 2)
- 2023 : American Horror Story: Delicate : Ivy Ehrenreich (saison 12)
- 2024 : Futurama : elle-même (saison 9, épisode 6)[70]

### Clips
- 2010 : Shameless de Bryan Ferry
- 2010 : You Can Dance de Bryan Ferry
- 2014 : Ugly Boy de Die Antwoord
- 2014 : Donatella de Lady Gaga
- 2015 : Dope Walk de ASAP Ferg
- 2015 : Nothing Came To Me de Donnie Trumpet & The Social Experiment
- 2015 : Bad Blood de Taylor Swift feat. Kendrick Lamar
- 2017 : I Feel Everything, elle-même pour le film Valérian et la Cité des mille planètes
- 2019 : Nightmare de Halsey

### Publicités
- 2014 : Clip promotionnel Reincarnation de Karl Lagerfeld pour Chanel
- 2015 : Apparition dans une publicité de TAGHeuer dans la collection #dontcrackunderpressure
- 2015 : Apparition dans la pub Zalando x TopShop
- 2015 : Clip promotionnel pour Mango dans la collection #SOMETHINGINCOMMON
- 2017 : Clip promotionnel pour Rimmel London édition 2017
- 2017 : Publicité pour Beatsaudio
- 2018 : Apparition dans la pub Zalando Puma
- 2018 : Publicité pour le parfum Her de Burberry
- 2019 : Publicité pour le rouge à lèvres Dior Addict de Dior
- 2019 : Publicité pour l'automobile T-Cross de Volkswagen

### Jeux vidéo
- 2013 : Animatrice de la radio NonStop Pop FM Sur Grand Theft Auto V (voix)
- 2015 : Apparition dans la bande annonce promotionnelle pour Call of Duty : Black Ops III

## Publications
- 2017 : Mirror, Mirror

## Distinctions

### Nominations
- 17e cérémonie des British Independent Film Awards 2014 : Meilleur espoir dans un drame romantique pour L'Affaire Jessica Fuller (The Face of an Angel) (2014).
- 2014 : Young Hollywood Awards de l'actrice la plus cool.
- 42e cérémonie des People's Choice Awards 2016 : Nommée au Prix DailyMail.com partagée avec Bella Thorne, Kylie Jenner et Ruby Rose.
- 19e cérémonie des Teen Choice Awards 2017 : Meilleure actrice dans un film science-fiction pour Valérian et la Cité des mille planètes (2017).

### Récompenses
- 2015 : CinemaCon de la meilleure révélation féminine partagée avec Nat Wolff.
- 17e cérémonie des Teen Choice Awards 2015 : Meilleure révélation féminine dans un drame romantique pour La Face Cachée de Margo (Paper Towns) (2015).
- 17e cérémonie des Teen Choice Awards 2015 : Meilleure star féminine de film d'été dans un drame romantique pour La Face Cachée de Margo (Paper Towns) (2015).
- 18e cérémonie des Teen Choice Awards 2016 : Meilleure actrice dans un film fantastique pour Suicide Squad (2016).

## Voix françaises
- Nastassja Girard dans :
  - La Face cachée de Margo
  - Suicide Squad
  - Carnival Row (série télévisée)
  - En pleine nature avec Bear Grylls
- Marie Tirmont[71] (dans les série télévisées) :
  - Only Murders in the Building
  - American Horror Story

et aussi
- Justine Hortekint dans L'Affaire Jessica Fuller
- Stéphanie Sokolinski dans Valérian et la Cité des mille planètes
- Élisabeth Ventura dans Pan